# 표면중력
물리학에서 표면 중력(表面重力, 영어: surface gravity)은 주어진 물체의 표면에서의 중력장의 세기다.

## 일반 상대성 이론에서의 표면 중력
일반 상대성 이론에서는 지평선에서의 표면 중력을 정의한다. 블랙홀의 표면 중력이란 그 주위의 사건 지평선의 표면 중력을 일컫는다.
킬링 지평선에서 킬링 벡터 {\displaystyle k^{\mu }}를 다음과 같이 규격화하였다고 하자. 지평선에서 무한히 떨어진 경우 ({\displaystyle r\to \infty }), {\displaystyle k^{2}=-1}이 되게 한다. 이렇게 하였을 때, 지평선 위에서
{\displaystyle k^{\mu }k_{;\mu }^{\nu }=\kappa k^{\nu }}
라면 {\displaystyle \kappa }를 킬링 지평선의 표면 중력이라고 한다.

### 커-뉴먼 블랙홀의 표면 중력
커-뉴먼 계량에서 {\displaystyle r_{+}}가 사건 지평선의 위치, {\displaystyle r_{-}}가 코시 지평선의 위치라고 하자. 이는
{\displaystyle r_{\pm }=G(M\pm {\sqrt {M^{2}-Q^{2}-J^{2}/M^{2}}})}
이다. 여기서 {\displaystyle M}은 블랙홀의 질량, {\displaystyle Q{\sqrt {4\pi \epsilon _{0}G}}}는 전하, {\displaystyle JG/c}는 각운동량이다. 이 경우, 표면 중력은
{\displaystyle \kappa ={\frac {r_{+}-r_{-}}{2(r_{+}^{2}+(J/M)^{2})}}}
이 된다.

### 정적이지 않은 블랙홀의 표면 중력
정적이지 않은 블랙홀의 경우 위의 정의를 사용할 수 없다. 문헌에서는 정적이지 않는 경우에 대한 표면 중력의 정의가 여러 개 발표되었으나, 아직 어떤 정의가 옳은지 확실치 않은 상태다.